# Erica pilosiflora
Erica pilosiflora är en ljungväxtart. Erica pilosiflora ingår i släktet klockljungssläktet, och familjen ljungväxter.

## Underarter
Arten delas in i följande underarter:
- E. p. pilosiflora
- E. p. purpurea